# Виа Домиция
Виа Домиция (Via Domitia) e първият римски път в Галия, построен по нареждане на проконсул Гней Домиций Ахенобарб през 120 и 118 пр.н.е. и наречена на него.
Виа Домиция свързвал Италия с Испания по суша и е бил продължен с Виа Аквитания.